# Oswaldo Moncayo
Pour les articles homonymes, voir Moncayo (homonymie).
 (juin 2025).
Motif : Aucune source, aucune notice d'autorité.
- Archive Wikiwix
- Bing
- Cairn
- DuckDuckGo
- E. Universalis
- Gallica
- Google
- G. Books
- G. News
- G. Scholar
- Persée
- Qwant
- (zh) Baidu
- (ru) Yandex
- (wd) trouver des œuvres sur Wikidata

| 1. | Préciser le motif de la pose du bandeau. | Précisez le motif de la pose du bandeau en utilisant la syntaxe suivante : {{admissibilité à vérifier\|date=juin 2025\|motif=remplacez ce texte par le motif}}                       |
| 2. | Informer les utilisateurs concernés.     | Pensez à avertir le créateur de l'article, par exemple, en insérant le code ci-dessous sur sa page de discussion : {{subst:avertissement admissibilité à vérifier\|Oswaldo Moncayo}} |

Oswaldo Moncayo (10 septembre 1923 – 4 avril 1984) est un artiste équatorien.

## Biographie
Il est né à Riobamba, en Équateur, le 10 septembre 1923. Enfant, il déménage à la capitale, Quito où il apprend l’art de la peinture à l'huile. Artiste autodidacte de style réaliste il a commencé à peindre dès sa petite enfance. À son adolescence il a fait de la peinture sa profession. L’œuvre d’Oswaldo Moncayo se caractérise par l’harmonie d’éléments et de couleurs ainsi que par la perfection de ses minuscules détails. Bien que les paysages des Andes et de la côte équatorienne aient été les principaux thèmes de sa peinture, il a aussi peint d’autres motifs.
Il a capturé des scènes, coutumes, formes vestimentaires, flore, faune et paysages qui ont changé et disparu à travers le temps et la modernité. En plus de sa beauté et de sa valeur artistique, son œuvre est aussi un héritage à la culture et à l’histoire de l'Équateur.
L’œuvre de Moncayo a été reconnue au niveau international. À présent elle fait partie de musées, de galeries et principalement de collections privées.
Oswaldo Moncayo est mort le 4 avril 1984 à l’âge de 60 ans à Quito.